# جاسم محمد صالح
جاسم محمد صالح هو مغني و ملحن إماراتي، ولد في دبي، الامارات العربية المتحدة.

## عن حياته
ولد في دبي بالإمارات العربية المتحدة، من أبوين كلاهما إماراتيان، يعمل الآن عسكري في وزارة الداخلية في الإمارات العربية المتحدة

### حياته الفنية
بدأ حبهُ للغناء والتلحين في عام (2008)، لعل أول أعماله الفنية كانت أغنية <<حبيت انا واحد>> التي طرحها في 2013 كانت من كلمات الشاعر ناصر بن مترف ومن الحان الفنان عادل ابراهيم وتم تسجيلها في (استديو فايز السعيد ساوند) في دبي
وفي عام 2014 طرح أغنية <<مستريح>>
حيث حملت توقيع جسام نفسه كملحن ومغني
انشغل بعدها بالتلحين حيث قام بتلحين الكثير من الأعمال الفنية أبرزها كانت للفنان محمد الشحي
ليُعاود تجربة الغناء مجددا في عام 2018 حيث أطلق أغنية <<إلى متى>> التي كانت من كلمات الشاعر ابراهيم المغامس والحان عبدالسلام محمد اصدر البومه الأول في بداية عام 2020 اسماه (الف كابوس) تكون من 10 اغاني متنوعه
في بداية عام 2021 بدأ في تجهيز البومة الجديد بعنوان (مخرج الفرقى) من إنتاج استوديو حميد العوضي في امارة الشارقه (دولة الإمارات العربيه المتحدة) الذي تضمن ٨ أعمال ومن المرجح ان تكون معظم الأعمال من الحان جسام نفسه، تنوع في الوان البومة الجديد وبرز بالاغنية الإماراتية بصورة خاصة.

## أعماله

### الأغاني المنفردة
- 2013: حبيت انا واحد
- 2014: مستريح
- 2018: إلى متى
- 2019: خليجية
- 2019: فدا قلبك
- 2019: روحي
- 2019: ياعين
- 2019: كومه
- 2019: النسوان
- 2019: لوين اروح
- 2019: الف كابوس
- 2020: عايفني
- 2020: حيل خجلان
- 2020: وجه المصايب
- 2021: كسرتني
- 2021: مخرج الفرقى
- 2021: تيلفون (أغنية مغربيه)

### الأغاني التي قام بتلحينها
- 2016: جنني.
- 2016: ولك روح
- 2016: ساحر جدا.
- 2016: فجأة حبيت.
- 2016: جوني مار.
- 2016: عالماشي.
- 2017: لهفة اشواقي.
- 2017: تصدق عاد.
- 2017: خراب ديار.
- 2017: الليلة حزينه.
- 2017: دان.
- 2018: انخطف.
- 2018: الجندي.
- 2018: يلاحقني.
- 2018: مليون بالميه.
- 2019: رايدلي وقت.
- 2019: دارت.
- 2019: فراق الحب.